# PDM (wielerploeg)
PDM-Concorde is een voormalige Nederlandse wielerploeg. De ploeg werd opgericht in 1986. Tijdens de Spaanse wedstrijden was Gin-MG cosponsor.

## Oprichting
In 1985 kreeg oud-wielrenner en radioverslaggever Harrie Jansen van PDM-manager Ruud Wijnants het verzoek om een nieuwe wielerploeg te starten. PDM zou de hoofdsponser worden voor een budget dat hoger lag dan gebruikelijk en dat van de twee andere Nederlandse ploegen, Panasonic en Kwantum Hallen, ver zou overtreffen. Aan de vooravond van het nieuwe wielerseizoen contracteerde Jansen onder anderen Steven Rooks, Gerrie Kneteman, Pedro Delgado en daarnaast ook wielermecanicien John Krijnen.
De ploeg presenteerde zichzelf als chique en uitdagend door onder andere de kleurstelling in het shirt en fietsen op elkaar af te stemmen, gitzwarte ploegleiderswagens en door als eerste wielerploeg een speciaal ingerichte, ook weer gitzwarte, bus te introduceren in het peloton. In de bus waren fauteuils, massagetafels, een douche en televisies aanwezig. Ook had de ploeg als een van de eerste ploegen de medische begeleiding in handen gelegd van een aan het team verbonden arts.

## Tour '91
De Ronde van Frankrijk 1991 kende bij de elfde etappe een ploeg minder. De voltallige PDM-ploeg moest die dag, 16 juli, noodgedwongen de Tour verlaten. Aanleiding was een bacteriële infectie van alle renners.
Een week voor de tour hoorde de ploegarts, Wim Sanders, van een voedingsmiddel, intralipid, waarvan de renners sneller zouden herstellen. Intralipid is een sojaproduct dat gebruikt wordt om zwakke mensen bij te voeden. Het wordt daarvoor via een infuus in de bloedbaan ingebracht. Sanders besloot het middel mee te nemen naar de Tour. Hij diende het middel met een injectiespuit toe.
Toen de ploeg na de negende etappe voor de tweede maal intralipid kreeg toegediend, ging het mis: renners klaagden over rillingen, 's nachts werden alle negen renners ziek. In de tiende etappe van Rennes naar Quimper konden de PDM-renners de concurrentie nauwelijks bijhouden en de gehele ploeg staakte de race. Er werd meteen een rookgordijn opgeworpen. Ploegleider Gisbers beweerde ten onrechte dat hij er zelf de dag eerder ook last van had gehad. De ploegdokter noemde het een buikgriep of een virus, maar zei achteraf dat hij intralipid direct had verdacht. Ook de renners verdachten het middel, maar de arts bleef tegenover hen volhouden dat het waarschijnlijk een andere oorzaak had, tot de renners hem voor het blok zetten en verlangden dat hij dan ook maar het middel moest uitproberen. Jean-Paul van Poppel herinnerde zich dat de gemoederen zo hoog opliepen dat de dokter de bus uit moest vluchten. Internist Paul Bouter, die in 's-Hertogenbosch renner Nico Verhoeven behandelde, beweerde zonder aanleiding dat de bacteriële infectie was ontstaan door een voedselvergiftiging, veroorzaakt door een maaltijd. Algemeen manager Manfred Krikke wees tegen beter weten in de gegrilde kip aan als schuldige.
Twee weken later maakte de PDM-ploeg bekend dat de toediening van intralipid de oorzaak was. Een flesje intralipid moet onder de 25 graden bewaard worden, wat onder de omstandigheden van de Tour niet kon worden gegarandeerd. Een flesje mocht ook maar één maal worden aangeprikt. De ploegarts had het middel negen maal aangeprikt, waardoor de kans dat bacteriën werden ingebracht aanzienlijk vergroot werd.
Het is nooit bewezen dat intralipid de oorzaak was omdat de ploegarts de flesjes heeft weggedaan, waardoor de geur van doping rond het incident bleef hangen. Bovendien is de toediening van 20cc intralipid, zoals de ploegarts dat deed, veel te gering. Intralipid moet in grote hoeveelheden worden toegediend om effectief te zijn.
Ploegarts Sanders werd ontslagen, algemeen manager Krikke nam ontslag. Na de affaire gingen de sponsors nog een jaar door, maar aan het eind van 1992 hield de ploeg op te bestaan. Een deel van de renners ging over naar de nieuwe ploeg van de Spaanse horlogefabrikant Festina.

### Nasleep
De FIOD deed in 1995 een onderzoek naar belastingfraude door de arts Wim Sanders, maar legde daarbij ook een dopingnetwerk bloot. Sanders kocht verboden middelen bij apotheken in Duitsland, België en Nederland ten behoeve van de PDM-ploeg, het ijshockey-team Smoke Eaters, de wielerploeg van Jan Raas, een aantal gewichtheffers en amateurwielrenners. In hoger beroep verklaarde het gerechtshof in Den Bosch het Openbaar Ministerie niet-ontvankelijk in de belastingfraudezaak tegen Sanders. Hij hoefde ook niet terecht te staan voor het toedienen van doping, omdat dit in Nederland wettelijk niet strafbaar is. Het regionaal medisch tuchtcollege vond naar aanleiding van de dopingklacht dat niet aantoonbaar was dat de arts doping had voorgeschreven zonder medische noodzaak.

## Tour '88
Uit de Ronde van Frankrijk 1988 kennen we het aantekenboekje van verzorger Bertus Fok, dat in handen van de Volkskrant kwam. In januari 2013 publiceerde de Volkskrant delen uit dat aantekenboekje en maakte zo bekend dat 8 renners van de PDM-ploeg van doping werden voorzien: Steven Rooks, Gert-Jan Theunisse, Adrie van der Poel, Andy Bishop, Marc van Orsouw, Rudy Dhaenens, Jörg Müller en Peter Stevenhaagen. Het betrof bovenal cortisonen, testosteron en bloeddoping.
PDM kende veel succes in de Tour van '88: Steven Rooks won de koninginnenrit naar Alpe d'Huez (Gert-Jan Theunisse werd tweede), won de bergtrui en eindigde op de 2e plaats van het eindklassement. Adrie van der Poel won ook een etappe en PDM werd winnaar van het ploegenklassement.

## Bekende renners
De PDM-ploeg kende vele bekende wielrenners, onder wie drievoudig Tour-winnaar Greg Lemond. Zowel bekende Nederlandse wielrenners als ook internationale toppers.
De lijst met de bekendste Nederlanders:
- Gerrie Knetemann (1986-1989)
- Steven Rooks (1986-1989)
- Gert-Jan Theunisse (1987-1989)
- Adrie van der Poel (1987-1988)
- Erik Breukink (1990-1992)
- Maarten den Bakker (1990-1992)
- Gert Jakobs (1990-1992)
- Danny Nelissen (1990-1992)
- Jans Koerts (1991-1992)
- Jean-Paul van Poppel (1991-1992)
- Hans Daams (1987-1989)

De lijst met internationale toprenners:
- Greg LeMond (1988)
- Seán Kelly (1989-1991)
- Peter Van Petegem (1992)
- Pedro Delgado (1986-1987)
- Raúl Alcalá (1989-1992)

## Ploegleiders
- 1986 - Roy Schuiten en Jan Gisbers
- 1987 - Jan Gisbers en Piet van de Kruijs
- 1988 - Jan Gisbers en Piet van de Kruijs
- 1989 - Jan Gisbers en Piet van de Kruijs
- 1990 - Jan Gisbers, Piet van de Kruijs en Jonathan Boyer
- 1991 - Jan Gisbers, Ferdi Van den Haute en Piet van de Kruijs
- 1992 - Jan Gisbers, Ferdi Van den Haute en Piet van de Kruijs

## Belangrijkste overwinningen en ereplaatsen
1986
- 2 Etappes in de Ronde van Nederland
- Ronde van Nederland - Gerrie Knetemann
- 1 Etappe in de Volta Ciclista a Catalunya - Wim Arras
- Proloog Ruta del Sol - Steven Rooks
- 1 Etappe in de Ruta del Sol - Wim Arras
- Ruta del Sol - Steven Rooks
- 1 Etappe in de Ronde van Zwitserland
- Zesdaagse van Madrid
- Amstel Gold Race - Steven Rooks
- GP van Wallonië - Steven Rooks
- Ronde van Luxemburg - Steven Rooks
- Etappe in de Ronde van Frankrijk - Pedro Delgado
  - 9e plaats Ronde van Frankrijk - Steven Rooks
  - 10e plaats Ronde van Spanje - Pedro Delgado

1987
- Parijs-Brussel - Wim Arras
- Nederlands kampioenschap wielrennen - Adrie van der Poel
- 1 Etappe in de Ronde van Zwitserland
- Parijs-Tours - Adrie van der Poel
- 1 Etappe in de Ronde van Frankrijk - Pedro Delgado
  - 2e plaats Ronde van Frankrijk - Pedro Delgado
  - 4e plaats Ronde van Spanje - Pedro Delgado

1988
- 2 Etappes in de Ronde van Nederland
- Meisterschaft von Zürich - Steven Rooks
- Clásica San Sebastián - Gert-Jan Theunisse
- Luik-Bastenaken-Luik - Adrie van der Poel
- 1 Etappe in de Ronde van Frankrijk
- 1 Etappe in de Ruta del Sol
  - 2e plaats Ronde van Frankrijk - Steven Rooks

1989
- 1 Etappe in de Ronde van Frankrijk
- Tom Simpson Memorial
- Luik-Bastenaken-Luik - Seán Kelly
- Wereldbeker - Seán Kelly
- Puntenklassement Ronde van Frankrijk - Seán Kelly
  - 4e plaats Ronde van Frankrijk - Gert-Jan Theunisse
  - 7e plaats Ronde van Frankrijk - Steven Rooks
  - 8e plaats Ronde van Frankrijk - Raúl Alcalá
  - 9e plaats Ronde van Frankrijk - Seán Kelly

1990
- 1 Etappe in de Ronde van Frankrijk
- 2 Etappes in de Ronde van Zwitserland
- Ronde van Zwitserland - Seán Kelly
- Wereldkampioenschap wielrennen - Rudy Dhaenens
- Proloog Olympia's Tour
- 1 Etappe in de Ronde van Spanje
  - 3e plaats Ronde van Frankrijk - Erik Breukink
  - 8e plaats Ronde van Frankrijk - Raúl Alcalá
  - 9e plaats Ronde van Spanje - Uwe Ampler

1991
- Ronde van Lombardije - Sean Kelly
- GP Eddy Merckx - Erik Breukink
- 1 Etappe in de Tirreno-Adriatico
- 2 Etappes in de Dauphiné Libéré
- 1 Etappe in Parijs-Nice
- 1 Etappe in de Ronde van Frankrijk
- 4 Etappes in de Ronde van Spanje
  - 7e plaats Ronde van Spanje - Raúl Alcalá

1992
- Clásica San Sebastián - Raúl Alcalá
- Giro del Piemonte
- 2 Etappes in de Tirreno-Adriatico
- GP van Wallonië
- 1 Etappe in de Ronde van Frankrijk
- 2 Etappes in de Ronde van Spanje
  - 8e plaats Ronde van Spanje - Raúl Alcalá

## Trivia
- Van 1986 tot en met 1992 werd gereden met het fietsmerk Concorde.
- PDM is de afkorting voor Philips Dupont Magnetics, een Nederlands producent van videobanden